# زرشک کره‌ای
زرشک کره‌ای (نام علمی: Berberis koreana) نام یک گونه از سرده زرشک است.